# Ernst von Althaus
Ernst von Althaus, per intero Ernst Freiherr von Althaus (Coburgo, 19 marzo 1890 – 29 novembre 1946), è stato un militare e aviatore tedesco, asso dell'aviazione durante la prima guerra mondiale accreditato di 9 vittorie aeree.
È stato uno dei primi piloti dell'aviazione tedesca che volarono a bordo dei Fokker Eindecker e che divennero noti come flagello dei Fokker.

## Biografia
Ernst von Althaus nasce a Coburgo il 19 marzo del 1890, figlio della aiutante del duca di Sassonia-Coburgo-Gotha. Si è unito al 1º reale Reggimento Ussari della Sassonia nel 1909 ed rimarrà in questa unità fino alla metà del 1915. Era un uomo che amava vivere e a cui piaceva molto il poker e le donne.
Prima dello scoppio della grande guerra von Althaus viene promosso al grado di leutnant. Il 27 gennaio 1915 gli viene assegnata la Croce di cavaliere dell'Ordine militare di Sant'Enrico per un'azione da lui condotta a capo di una pattuglia di 15 ussari in un villaggio francese che ha portato alla cattura ventidue prigionieri. Nella primavera del 1915 viene trasferito nell'aviazione militare tedesca (Fliegertruppen) e addestrato a Großenhain.

### Il servizio presso l'aviazione
il 6 agosto 1915 viene promosso al grado di Oberleutnant e il 20 settembre viene trasferito alla Feldflieger Abteilung 23 dove effettua voli a lunga distanza. Presterà poi servizio anche nelle Kampfeinsitzerkommando (Commando monoposto da combattimento) Vaux, Sivry, e Jamitz.
Il 3 dicembre 1915 abbatte il suo primo aeroplano nemico, un Royal Aircraft Factory B.E.2c nei pressi di Roye. Nel febbraio del 1916 ottiene altre due vittorie aeree. Nel mese di marzo abbatte un altro aeroplano e il 30 aprile ottiene la sua quinta vittoria diventando così un asso dell'aviazione.
Durante l'inizio dell'estate del 1916 gli viene assegnata la Croce di Cavaliere dell'Ordine Reale di Hohenzollern. Il 22 luglio 1916 con la conquista della sua ottava vittoria riceve la più prestigiosa onorificenza dell'Impero tedesco, il Pour le Mérite. Durante il servizio presso la KEK (Kampfeinsitzerkommando) Vaux trasformata poi nella Jagdstaffel 4, il 4 marzo 1917 Althaus viene ferito in azione. Al rientro dalla convalescenza, Althaus viene trasferito nella Jagdstaffel 14 e ci rimase fino a quando Manfred von Richthofen non fece richiesta per il suo trasferimento alla Jagdstaffel 10 di cui prese il comando il 6 luglio 1917. Scelse di dipingere la fusoliera del suo Albatros D.V di giallo con cinque punti e una linea che in codice Morse rappresentano le iniziali del soprannome: H (Hussar) ed A (Althaus).
Il 24 luglio 1917, ad un anno di distanza, Althaus ottiene la sua nona ed ultima vittoria aerea. Tuttavia, alcuni giorni dopo, su richiesta diretta di von Richthofen, Althaus rinuncia al comando della squadriglia in favore del pilota Werner Voss. La decisione della rimozione venne presa a causa della sua progressiva e preoccupante perdita della vista.

### Altri incarichi militari durante la guerra
Dopo la sospensione anche dell'attività di pilota, Althaus venne spostato al comando della scuola di volo Jastaschule II, ma dopo il peggioramento della sua vista, venne sollevato anche da questo incarico. All'interno del solito sistema dei trasferimenti, ad Althaus venne affidato il comando di una compagnia di fanteria a Verdun. Dopo una battaglia in cui la sua unità venne ridotta a soli quindici uomini, il 15 ottobre 1918 fu catturato dagli americani e fece ritorno in patria nel settembre 1919.

### Il post guerra
Rientrato in patria Althaus termina i suoi studi in legge. Divenuto avvocato, ha continuato nell'esercizio della professione anche dopo la perdita totale della vista avvenuta nel 1937. Ha comunque portato avanti talmente bene il suo lavoro che durante la seconda guerra mondiale viene nominato Landgericht Director (Direttore) della Corte del Land di Berlino. Nel 1945 è stato per breve tempo al servizio degli Alleati vittoriosi come interprete. Muore di malattia l'anno successivo.